# آنتونیو کونته
آنتونیو کونته (به ایتالیایی: Antonio Conte) (زادهٔ ۳۱ ژوئیه ۱۹۶۹) بازیکن پیشین و سرمربی کنونی فوتبال اهل ایتالیا است. وی هم‌اکنون هدایت باشگاه فوتبال ناپولی را برعهده دارد.
کونته به واسطهٔ احیا و توسعهٔ سیستم ۲-۵-۳ اعتبار زیادی را کسب کرده است؛ این سیستم پس از جام جهانی ۱۹۹۰ منسوخ شده بود و به ندرت استفاده می‌شد.

## زندگی شخصی
آنتونیو کونته در ژوئن ۲۰۱۳ با الیزابتا موسکارلو ازدواج کرد. ثمره این ازدواج یک دختر به اسم ویتوریا است. جانلوکا کونته نیز برادر بزرگتر او است.
او به جز زبان مادری خود می‌تواند به زبان انگلیسی صحبت کند. کونته یک کاتولیک است.

## عملکرد باشگاهی

### لچه
آنتونیو کونته کار خود را با تیم جوانان باشگاه فوتبال لچه آغاز کرد. اولین بازی خود را در سری آ تحت سرمربیگری کارلو ماتزونه در تاریخ ۶ آوریل ۱۹۸۶ در سن ۱۶ سالگی در تساوی ۱–۱ مقابل باشگاه فوتبال پیزا انجام داد.
او رفته رفته بازیکن اصلی تیم شد. اما در سال ۱۹۸۷، استخوان ساق پا کونته شکست. با این حال، در فصل ۸۹–۱۹۸۸، او دوباره به زمین برگشت و اولین گل خود در سری آ را در ۱۱ نوامبر ۱۹۸۷ در شکست ۳–۲ مقابل باشگاه فوتبال ناپولی به ثمر رساند. او در مجموع ۹۹ بار پیراهن لچه را پوشیده و ۲ گل برای این تیم به ثمر رسانده است.

### یوونتوس
انتونیو کونته در سال ۱۹۹۱ به باشگاه فوتبال یوونتوس پیوست و شاگرد جووانی تراپاتونی شد. او اولین بازی خود را با این تیم در تاریخ ۱۷ نوامبر ۱۹۹۱ مقابل باشگاه فوتبال تورینو انجام داد. او در سال ۱۹۹۶ بعد از جدایی جانلوکا ویالی از یوونتوس تحت هدایت مارچلو لیپی به عنوان کاپیتان تیم منصوب شد. در پایان فصل ۰۴–۲۰۰۳ او در سن ۳۵ سالگی از دنیای فوتبال خداحافظی کرد. او در طول ۱۳ فصل حضورش در یوونتوس ۴۲۰ بار پیراهن این تیم را پوشید و ۴۴ گل به ثمر رساند. همچنین ۱۵ جام با این تیم کسب کرد.

## عملکرد ملی
کونته اولین بازی خود را برای تیم ملی فوتبال ایتالیا در تاریخ ۲۷ مهٔ ۱۹۹۴ زمانی که ۲۴ سال داشت، مقابل تیم ملی فوتبال فنلاند انجام داد. در تاریخ ۲۷ مار ۱۹۹۹ اولین گل ملی خود را نیز در مرحله مقدماتی جام ملت‌های اروپا ۲۰۰۰ مقابل تیم ملی فوتبال دانمارک به ثمر رساند.
آنتونیو کونته همچنین زیر نظر آریگو ساکی در جام جهانی ۱۹۹۴ و زیر نظر دینو زوف در جام ملت‌های اروپا ۲۰۰۰ شرکت کرد و در هر دو ترنمنت به مقام نایب قهرمانی رسید. او به دلیل مصدومیت جام ملت‌های اروپا ۱۹۹۶ را از دست داد.

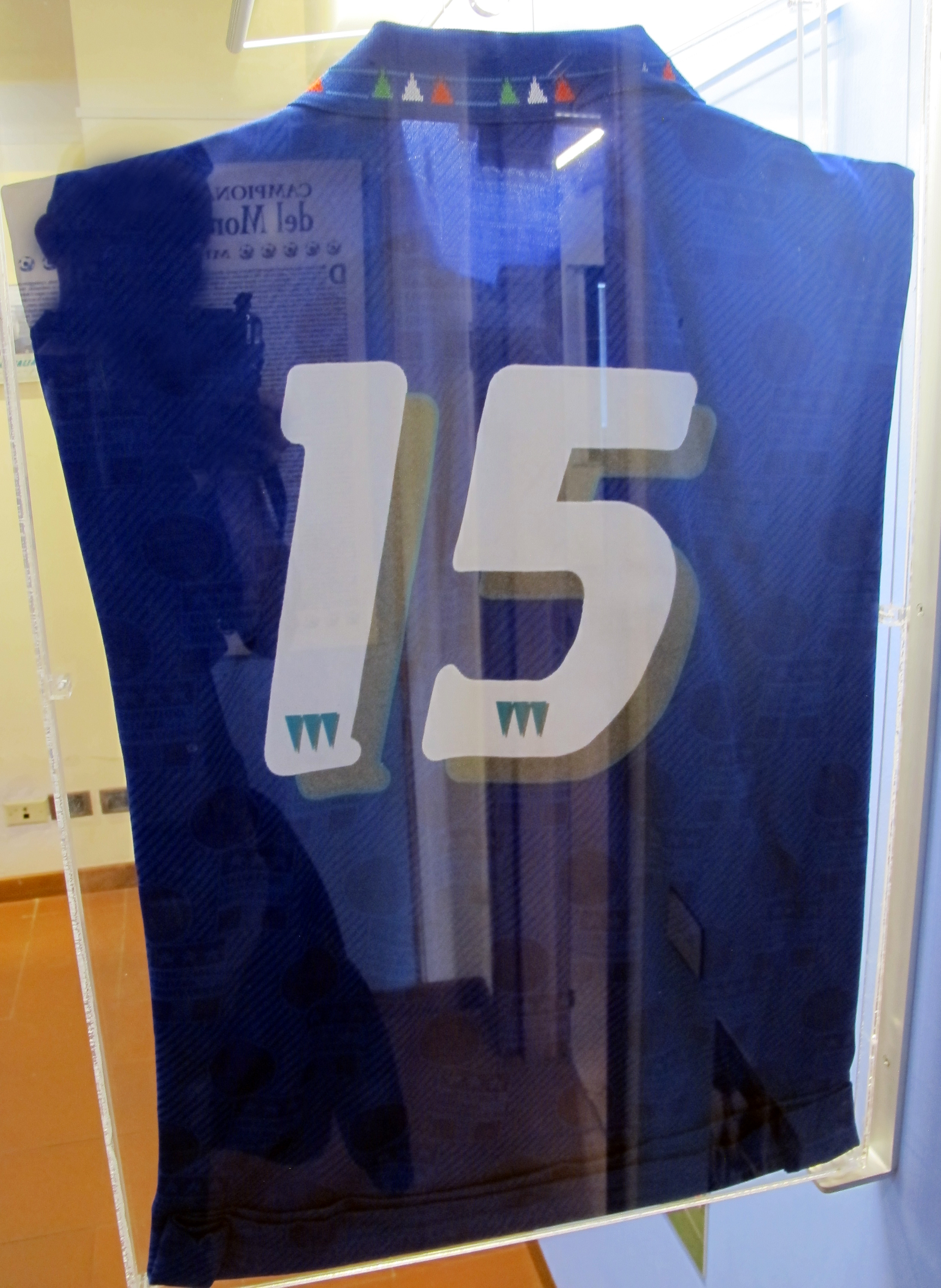
پیراهن آنتونیو کونته در فینال جام جهانی فوتبال ۱۹۹۴

در مجموع، او بین سالهای ۱۹۹۴ تا ۲۰۰۰ موفق شد ۲۰ بازی ملی برای تیم ملی فوتبال ایتالیا انجام دهد و دو گل به ثمر برساند.

## عملکرد مربیگری
کونته در فصل ۰۶–۲۰۰۵ در کنار لوئیجی دی کانیو به عنوان دستیار در باشگاه فوتبال روبور سیه‌نا کار کرده است.

### اتلتیکو آرتزو

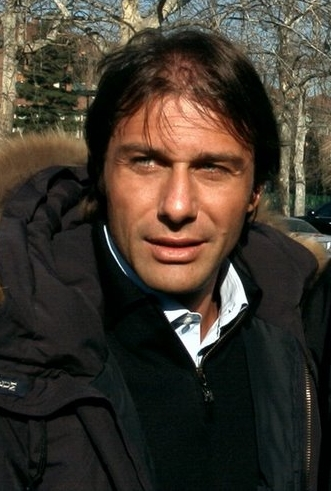
کونته در سال ۲۰۰۵

در ۱ ژوئیه ۲۰۰۶ کونته به عنوان مربی باشگاه فوتبال اتلتیکو آرتزو در سری بی منصوب شد. پس از یک سری نتایج ناامیدکننده، تنها بعد از سه ما در تاریخ ۳۱ اکتبر ۲۰۰۶ برکنار شد. اما مجدد در تاریخ ۱۳ مارس ۲۰۰۷ به نیمکت آرتزو بازگشت و جانشین مائوریتسیو ساری شد. اما نتوانست جلوی سقوط این تیم را به سری سی بگیرد.

### باری
در تاریخ ۲۷ دسامبر ۲۰۰۷ باشگاه فوتبال باری اعلام کرد که انتونیو کونته به عنوان جانشین جوزپه ماتراتزی برای حضور روی نیمکت باری انتخاب شده است. او توانست مانع سقوط این تیم به سری سی شود. فصل بعد نیز این تیم را به قهرمانی در سری بی رساند. ۲۳ ژوئن ۲۰۰۹ باشگاه فوتبال باری اعلام کرد که با توافقی دوطرفه قراداد خود را با انتونیو کونته فسخ کرده است.

### آتالانتا
۲۱ سپتامبر ۲۰۰۹ انتونیو کونته به عنوان جانشین آنجلو گرگوچی به عنوان سرمربی باشگاه فوتبال آتالانتا انتخاب شد.

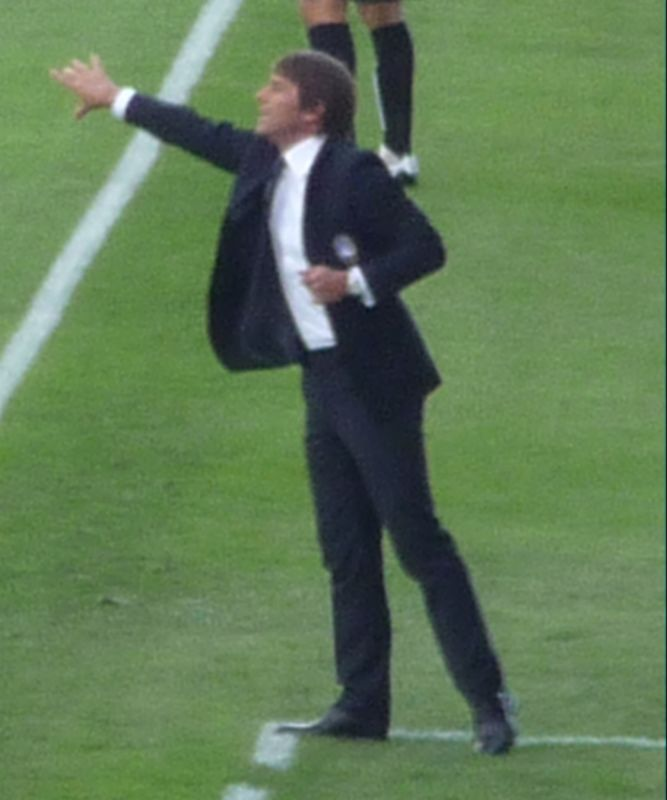
کونته در حال هدایت باشگاه فوتبال آتالانتا

او به دلیل نتایج ضعیف محبوبیتی بین هواداران نداشت و به همین علت خیلی زود در تاریخ ۷ ژانویه ۲۰۱۰ بعد از شکست ۲ بر ۰ مقابل باشگاه فوتبال ناپولی از سمت خود استعفا داد.

### سیه‌نا
در ۹ مهٔ ۲۰۱۰ کونته به عنوان سرمربی جدید باشگاه فوتبال سیه‌نا معرفی شد. او توانست به نایب قهرمانی سری بی ۱۱–۲۰۱۰ برسد و با این تیم را به سری آ ببرد.

### یوونتوس
در تاریخ ۲۲ مهٔ ۲۰۱۱ جوزپه ماروتا اعلام کرد که آنتونیو کونته جانشین لوئیجی دل‌نری روی نیمکت باشگاه فوتبال یوونتوس برای فصل آینده شده است.

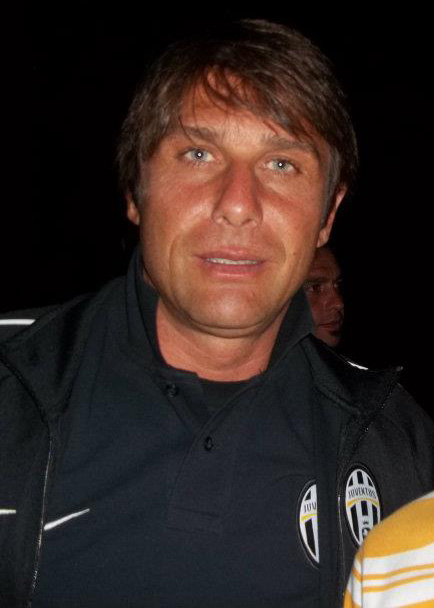
کونته در سال ۲۰۱۲ به عنوان سرمربی باشگاه فوتبال یوونتوس

انتونیو در زمان حضورش روی نمیکت بیانکونری رکوردهای فراوانی را به دست آورد. او موفق شد رکورد ۲۸ بازی بدون شکست را که در اختیار فابیو کاپلو بود را بزند. همچنین در فصل ۱۲–۲۰۱۱ باشگاه فوتبال یوونتوس را بدون شکست به قهرمانی سری آ برساند. قهرمانی که در فصل‌های ۱۳–۲۰۱۲، ۱۴–۲۰۱۳ تکرار کرد. او این تیم را بعد از ۸ سال به فینال جام حذفی فوتبال ایتالیا در سال ۲۰۱۲ رساند. همچنین او موفق شد این تیم را بعد از ۹ سال به قهرمانی سوپرجام فوتبال ایتالیا ۲۰۱۲ برساند. قهرمانی که در سال بعد تکرار کرد. کونته سه سال پی در پی به عنوان مربی سال سری آ دست یافت و جایزه نیمکت طلایی را نیز به دست آورد. در تاریخ ۱۵ ژوئیه ۲۰۱۴ او از سمت خود کناره‌گیری کرد.

### ایتالیا

آنتونیو کونته همراه تیم ملی فوتبال ایتالیا مقابل تیم ملی فوتبال آذربایجان در مقدماتی جام ملت‌های اروپا ۲۰۱۶

۱۴ اوت ۲۰۱۴ پس از کنارگیری چزاره پراندلی، فدراسیون فوتبال ایتالیا اعلام کرد که آنتونیو کونته با قرادادی دوساله تا پایان جام ملت‌های اروپا ۲۰۱۶ به عنوان مربی تیم ملی فوتبال ایتالیا انتخاب شده است.  اولین بازی او یک بازی دوستانه مقابل تیم ملی فوتبال هلند بود که با پیروزی ۲ بر ۰ به سود لاجوردی‌ها به پایان رسید. در ۱۰ بازی مرحله مقدماتی جام ملت‌های اروپا ۲۰۱۶، آتزوری موفق شد با ۷ برد و سه تساوی و بدون شکست به عنوان تیم اول به مسابقات جام ملت‌های اروپا ۲۰۱۶ راه پیدا کند. جایی که با تیم ملی فوتبال بلژیک، تیم ملی فوتبال سوئد و تیم ملی فوتبال ایرلند هم گروه شد. ایتالیا به عنوان سرگروه گروه پنجم جام ملت‌های اروپا ۲۰۱۶ به مرحله یک‌هشتم صعود کرد جایی که موفق شد ۲ بر ۰ تیم ملی فوتبال اسپانیا را شکست دهد. در مرحله یک چهارم کونته به همراه تیمش به مصاف تیم ملی فوتبال آلمان رفت که در ضربات پنالتی شکست خورد وحذف شد. بعد از این بازی انتونیو کونته از سمت خود کناره‌گیری کرد.

### چلسی
باشگاه فوتبال چلسی در تاریخ ۴ آوریل ۲۰۱۶ اعلام کرد که انتونیو کونته با قرادادی سه ساله جانشین گاس هیدینک به عنوان سرمربی این تیم انتخاب شد.

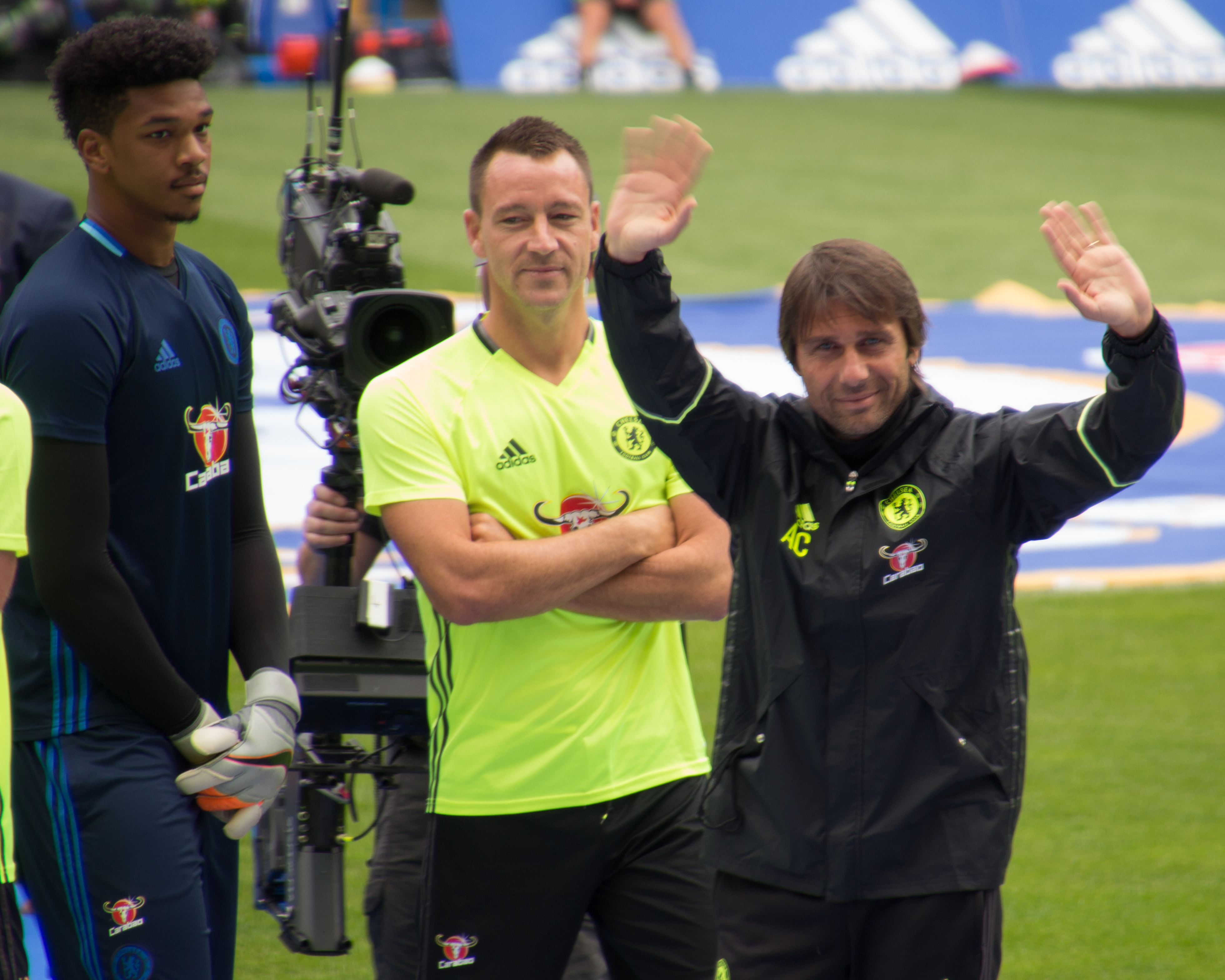
آنتونیو کونته در سال ۲۰۱۶ به همراه باشگاه فوتبال چلسی

در ۱۵ آگوست کونته در اولین بازی خود به عنوان مربی آبی‌ها مقابل باشگاه فوتبال وستهام یونایتد به پیروزی ۲ بر ۱ دست یافت. کونته موفق شد در اولین فصل حضور خود، این تیم را به قهرمانی لیگ برتر انگلیس برساند. او توانست با این تیم به رکورد ۱۳ پیروزی پیاپی برسد و همچنین از ۳۸ بازی در لیگ برتر فوتبال انگلستان ۳۰ بازی را با پیروزی پشت سر بگذارد. کونته موفق شد در دومین فصل حضورش روی نیمکت باشگاه فوتبال چلسی این تیم را به قهرمانی در جام حذفی فوتبال ۱۸–۲۰۱۷ برساند، ولی در لیگ پنجم شد و سهمیه لیگ قهرمانان اروپا را از دست داد. به همین دلیل از سمت خود برکنار شد و مائوریتسیو ساری جایگزین او شد.

### اینترمیلان
باشگاه فوتبال اینترمیلان در ۱۳ مهٔ ۲۰۱۹ کونته را با قرادادی سه ساله به عنوان جانشین لوچانو اسپالتی به خدمت گرفت. در فصل ۲۰–۲۰۱۹، نراتزوری تنها با یک امتیاز اختلاف نسبت به باشگاه فوتبال یوونتوس به عنوان نایب قهرمانی سری آ رسید. همچنین اینتر به فینال لیگ اروپا ۲۰۲۰ رسید ولی با نتیجه ۳ بر ۲ از باشگاه فوتبال سویا شکست خورد و نایب قهرمان شد. پس از تساوی باشگاه فوتبال آتالانتا مقابل باشگاه فوتبال ساسولو در ۲ مهٔ ۲۰۲۱ اینترمیلان بعد از یازده سال قهرمان سری آ شد و به ۹ قهرمانی متوالی باشگاه فوتبال یوونتوس پایان داد.  باشگاه در ۲۶ مهٔ ۲۰۲۱ اعلام کرد که کونته با توافق دوجانبه باشگاه را ترک کرده است. ظاهراً این جدایی به دلیل اختلافاتی بود که کونته با هیئت مدیره باشگاه بر سر نقل و انتقالات فصل بعد داشت.

### تاتنهام
در ۲ نوامبر ۲۰۲۱ پس نتایج ضعیف نونو اسپیریتو سانتو انتونیو کونته به عنوان سرمربی تاتنهام انتخاب شد، قراردادی که ۱۸ ماه اعتبار داشت. او در اولین بازی خود به عنوان سرمربی این تیم مقابل باشگاه فوتبال ویتس آرنهم در لیگ کنفرانس اروپا به پیروزی ۳ بر ۲ دست یافت. با وجود که زمانی که هدایت اسپرز را برعهده گرفت این تیم رتبه نهم جدول را در اختیار داشت اما توانست پایان فصل این تیم را تا رتبه چهارم جدول بالا بیاورد و سهمیه لیگ قهرمانان اروپا ۲۳–۲۰۲۲ بدست بیاورد. بعد از حذف در لیگ قهرمانان اروپا مقابل باشگاه فوتبال میلان و تساوی ۳ بر ۳ در لیگ جزیره برابر باشگاه فوتبال ساوت‌همپتون، در تاریخ ۲۶ مارس ۲۰۲۳ تاتنهام اعلام کرد که کونته با توافق دوجانبه باشگاه را ترک کرده است.

### ناپولی

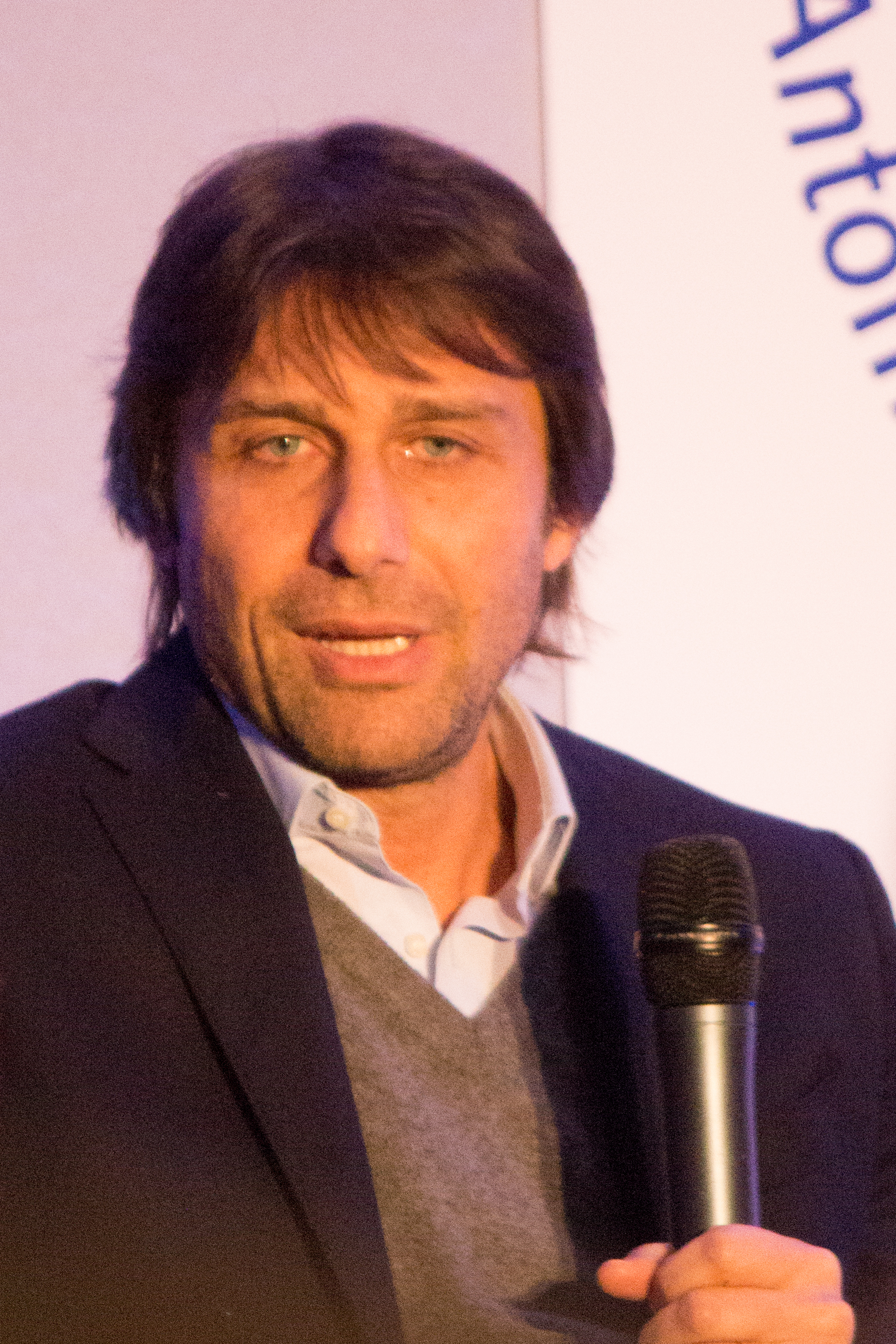
آنتونیو کونته در مراسم معارفه

در ۵ ژوئن ۲۰۲۴ باشگاه فوتبال ناپولی کونته را با قرادادی سه ساله به عنوان جانشین فرانچسکو کالتسونا به خدمت گرفت.
در ۲۳ مه ۲۰۲۵ کونته باشگاه فوتبال ناپولی را به چهارمین عنوان قهرمانی اسکودتوی خود رساند. او پس از شکست ۲-۰ کالیاری در آخرین بازی فصل در مجموع ۸۲ امتیاز کسب کرد. این پنجمین قهرمانی کونته در سری آ به عنوان مربی بود.

## افتخارات

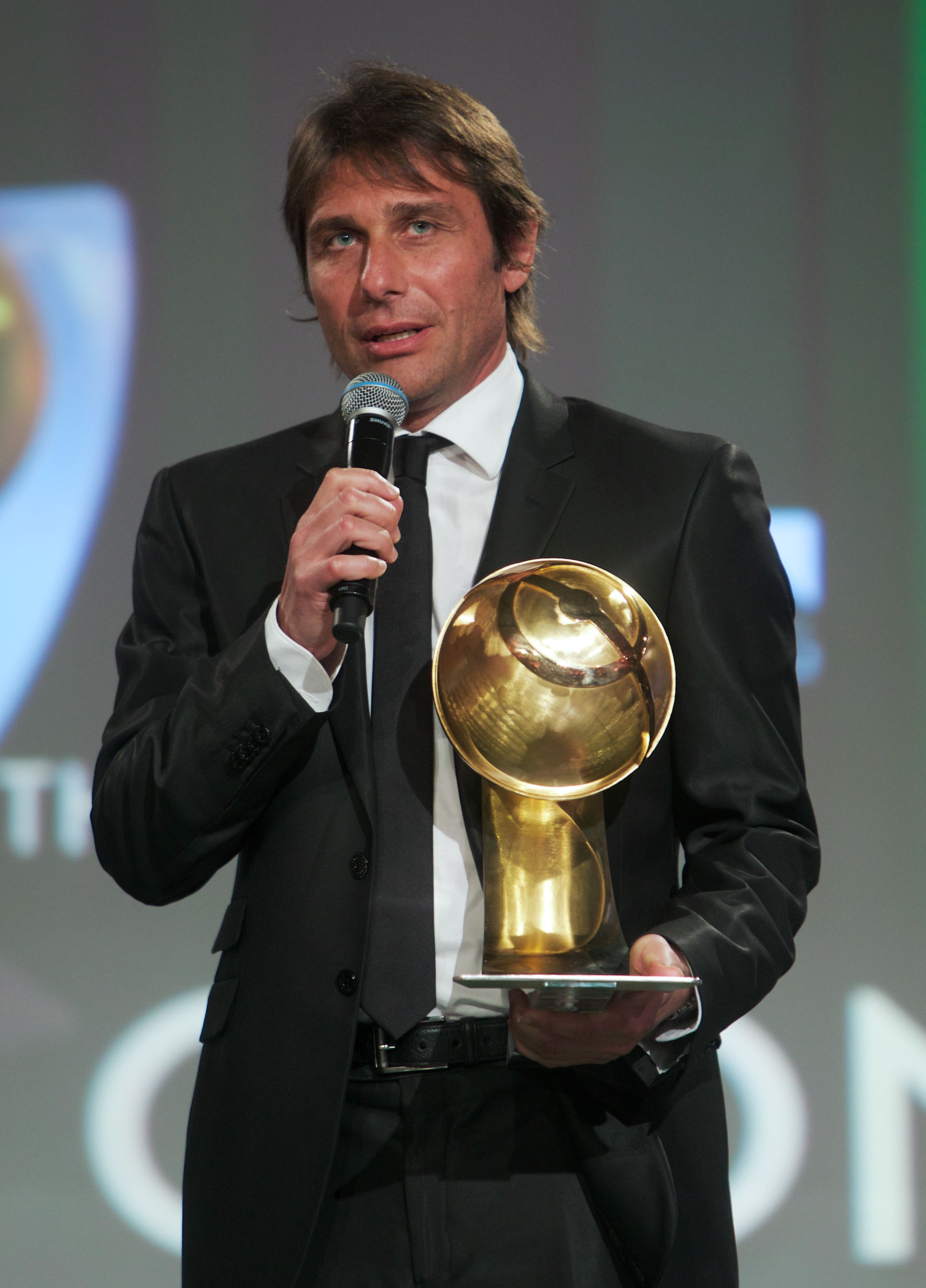
کونته برنده جایزه بهترین سرمربی سال به انتخاب گلوب ساکر (۲۰۱۳)

### به عنوان بازیکن

#### باشگاهی
یوونتوس
- سری آ(۵): ۹۵–۱۹۹۴، ۹۷–۱۹۹۶، ۹۸–۱۹۹۷، ۰۲–۲۰۰۱، ۰۳–۲۰۰۲
- جام حذفی فوتبال ایتالیا(۱): ۹۵–۱۹۹۴
- سوپر جام فوتبال ایتالیا(۴): ۱۹۹۵، ۱۹۹۷، ۲۰۰۲، ۲۰۰۳
- لیگ قهرمانان اروپا(۱): ۹۶–۱۹۹۵
- لیگ اروپا(۱): ۹۳–۱۹۹۲
- سوپرجام اروپا(۱): ۱۹۹۶
- جام بین‌قاره‌ای(۱): ۱۹۹۶
- جام اینترتوتو(۱): ۱۹۹۹

#### ملی
ایتالیا
- جام ملت‌های اروپا: ۲۰۰۰ (نایب قهرمان)
- جام جهانی: ۱۹۹۴ (نایب قهرمان)

### به عنوان مربی
باری
- سری بی(۱): ۰۹–۲۰۰۸

یوونتوس
- سری آ(۳): ۱۲–۲۰۱۱، ۱۳–۲۰۱۲، ۱۴–۲۰۱۳
- سوپر جام فوتبال ایتالیا(۲): ۲۰۱۲، ۲۰۱۳

چلسی
- لیگ برتر فوتبال انگلستان(۱): ۱۷–۲۰۱۶
- جام حذفی فوتبال انگلستان(۱): ۱۸–۲۰۱۷

اینترمیلان
- سری آ(۱): ۲۱–۲۰۲۰
- لیگ اروپا: ۲۰–۲۰۱۹ (نایب قهرمان)

ناپولی
- سری آ(۱): ۲۵–۲۰۲۴

### فردی
- مربی سال سری آ(۴): ۱۲–۲۰۱۱، ۱۳–۲۰۱۲، ۱۴–۲۰۱۳، ۲۱–۲۰۲۰
- جایزه نیمکت طلایی(۴): ۱۲–۲۰۱۱، ۱۳–۲۰۱۲، ۱۴–۲۰۱۳، ۲۱–۲۰۲۰
- بهترین مربی فصل سری آ(۱): ۲۵–۲۰۲۴
- جایزهٔ نیمکت نقره‌ای(۱): ۰۹–۲۰۰۸
- مربی فصل لیگ برتر انگلستان(۱): ۱۷–۲۰۱۶
- دومین سرمربی سال فیفا (۱): ۲۰۱۷
- مربی برتر سال به انتخاب اتحادیه سرمربیان فوتبال لیگ انگلستان (۱): ۲۰۱۷
- جایزه دستاورد ویژه جی‌کیو جایزه مرد سال: ۲۰۱۷
- مربی برتر سال به انتخاب گازتا(۱): ۲۰۱۵
- هفتمین سرمربی برتر سال به انتخاب فدراسیون بین‌المللی تاریخ و آمار فوتبال(۱): ۲۰۱۳
- سرمربی برتر سال به انتخاب گلوب ساکر(۱): ۲۰۱۳
- مربی برتر ماه سری آ(۲): سپتامبر ۲۰۲۴، ژانویه ۲۰۲۵
- مربی برتر ماه لیگ برتر انگلستان(۳): اکتبر ۲۰۱۶، نوامبر ۲۰۱۶، دسامبر ۲۰۱۶
- تالار مشاهیر فوتبال ایتالیا: ۲۰۲۱[۵۸]
- نشان شایستگی جمهوری ایتالیا: ۲۰۰۰[۵۹]

## آمار مربیگری
تا تاریخ ۳ مهٔ ۲۰۲۵
| تیم            | کشور     | از              | تا            | رکورد | رکورد | رکورد | رکورد | رکورد   |
| تیم            | کشور     | از              | تا            | G     | W     | D     | L     | پیروز % |
| -------------- | -------- | --------------- | ------------- | ----- | ----- | ----- | ----- | ------- |
| آرتزو          | ایتالیا  | ۱ ژوئیه ۲۰۰۶    | ۳۱ اکتبر ۲۰۰۶ | ۱۲    | ۱     | ۷     | ۴     | ۰۰۸     |
| آرتزو          | ایتالیا  | ۱۳ مارس ۲۰۰۷    | ۱۲ ژوئن ۲۰۰۷  | ۱۵    | ۸     | ۳     | ۴     | ۰۵۳     |
| باری           | ایتالیا  | ۲۷ دسامبر ۲۰۰۷  | ۲۳ ژوئن ۲۰۰۹  | ۶۷    | ۳۲    | ۲۲    | ۱۳    | ۰۴۸     |
| آتالانتا       | ایتالیا  | ۲۱ سپتامبر ۲۰۰۹ | ۷ ژانویه ۲۰۱۰ | ۱۴    | ۳     | ۴     | ۷     | ۰۲۱     |
| سیه نا         | ایتالیا  | ۲۳ مه ۲۰۱۰      | ۳۰ مه ۲۰۱۱    | ۴۴    | ۲۲    | ۱۴    | ۸     | ۰۵۰     |
| یوونتوس        | ایتالیا  | ۳۱ مه ۲۰۱۱      | ۱۵ ژوئیه ۲۰۱۴ | ۱۵۱   | ۱۰۲   | ۳۴    | ۱۵    | ۰۶۸     |
| ایتالیا        | ایتالیا  | ۱۴ اگوست ۲۰۱۴   | ۲ ژوئیه ۲۰۱۶  | ۲۵    | ۱۴    | ۷     | ۴     | ۰۵۶     |
| چلسی           | انگلستان | ۳ ژوئیه ۲۰۱۶    | ۱۳ ژوئیه ۲۰۱۸ | ۱۰۶   | ۶۹    | ۱۷    | ۲۰    | ۰۶۵     |
| اینتر میلان    | ایتالیا  | ۳۱ مه ۲۰۱۹      | ۲۶ مه ۲۰۲۱    | ۱۰۲   | ۶۴    | ۲۳    | ۱۵    | ۰۶۳     |
| تاتنهام هاتسپر | انگلستان | ۲ نوامبر ۲۰۲۱   | ۲۶ مارس ۲۰۲۳  | ۷۶    | ۴۱    | ۱۲    | ۲۳    | ۰۵۴     |
| ناپولی         | ایتالیا  | ۵ ژوئن ۲۰۲۴     | تاکنون        | ۴۱    | ۲۵    | ۱۱    | ۵     | ۰۶۱     |
| مجموع          | مجموع    | مجموع           | مجموع         | ۶۵۳   | ۳۸۱   | ۱۵۴   | ۱۱۸   | ۰۵۸     |

## آمار ملی

### بازی‌های ملی
| ایتالیا | ایتالیا | ایتالیا |
| سال     | بازی    | گل      |
| ------- | ------- | ------- |
| ۱۹۹۴    | ۳       | ۰       |
| ۱۹۹۵    | ۲       | ۰       |
| ۱۹۹۶    | ۳       | ۰       |
| ۱۹۹۹    | ۷       | ۱       |
| ۲۰۰۰    | ۵       | ۱       |
| مجموع   | ۲۰      | ۱       |

### گل‌های ملی
| شماره | تاریخ        | میزبان | بازی ملی | حریف    | نتیجه | رقابت                         |
| ----- | ------------ | ------ | -------- | ------- | ----- | ----------------------------- |
| ۱     | ۲۷ مارس ۱۹۹۹ | کپنهاگ | ۹        | دانمارک | ۲–۱   | مقدماتی جام ملت‌های اروپا ۲۰۰۰ |
| ۲     | ۱۱ ژوئن ۲۰۰۰ | ارنهم  | ۱۸       | ترکیه   | ۲–۱   | جام ملت‌های اروپا ۲۰۰۰         |

## آمار باشگاهی
| باشگاه        | فصل           | لیگ           | لیگ  | لیگ | جام حذفی | جام حذفی | قاره‌ای | قاره‌ای | دیگر | دیگر | مجموع | مجموع |
| باشگاه        | فصل           | دسته          | بازی | گل  | بازی     | گل       | بازی   | گل     | بازی | گل   | بازی  | گل    |
| ------------- | ------------- | ------------- | ---- | --- | -------- | -------- | ------ | ------ | ---- | ---- | ----- | ----- |
| لچه           | ۱۹۸۵–۸۶       | سری آ         | ۲    | ۰   | ۰        | ۰        | _      | _      | _    | _    | ۲     | ۰     |
| لچه           | ۱۹۸۶–۸۷       | سری بی        | ۰    | ۰   | ۲        | ۰        | _      | _      | _    | _    | ۲     | ۰     |
| لچه           | ۱۹۸۷–۸۸       | سری بی        | ۲    | ۰   | ۲        | ۰        | _      | _      | _    | _    | ۴     | ۰     |
| لچه           | ۱۹۸۸–۸۹       | سری آ         | ۱۹   | ۰   | ۲        | ۰        | _      | _      | _    | _    | ۲۱    | ۰     |
| لچه           | ۱۹۸۹–۹۰       | سری آ         | ۲۸   | ۱   | ۱        | ۰        | _      | _      | _    | _    | ۲۹    | ۱     |
| لچه           | ۱۹۹۰–۹۱       | سری آ         | ۲۲   | ۰   | ۲        | ۰        | _      | _      | _    | _    | ۲۴    | ۰     |
| لچه           | ۱۹۹۱–۹۲       | سری بی        | ۸    | ۰   | ۲        | ۱        | _      | _      | _    | _    | ۱۰    | ۱     |
| مجموع لچه     | مجموع لچه     | مجموع لچه     | ۸۱   | ۱   | ۱۱       | ۱        | _      | _      | _    | _    | ۹۲    | ۲     |
| یوونتوس       | ۱۹۹۱–۹۲       | سری آ         | ۱۴   | ۰   | ۶        | ۰        | _      | _      | _    | _    | ۲۰    | ۰     |
| یوونتوس       | ۱۹۹۲–۹۳       | سری آ         | ۳۱   | ۲   | ۶        | ۰        | ۱۰     | ۱      | _    | _    | ۴۷    | ۳     |
| یوونتوس       | ۱۹۹۳–۹۴       | سری آ         | ۳۲   | ۴   | ۱        | ۰        | ۸      | ۰      | _    | _    | ۴۱    | ۴     |
| یوونتوس       | ۱۹۹۴–۹۵       | سری آ         | ۲۳   | ۱   | ۴        | ۰        | ۵      | ۲      | _    | _    | ۳۲    | ۳     |
| یوونتوس       | ۱۹۹۵–۹۶       | سری آ         | ۲۹   | ۵   | ۲        | ۹        | ۲      | ۰      | ۱    | ۰    | ۴۱    | ۷     |
| یوونتوس       | ۱۹۹۶–۹۷       | سری آ         | ۶    | ۰   | ۱        | ۱        | ۳      | ۰      | _    | _    | ۱۰    | ۱     |
| یوونتوس       | ۱۹۹۷–۹۸       | سری آ         | ۲۸   | ۴   | ۶        | ۱        | ۹      | ۰      | ۱    | ۱    | ۴۴    | ۶     |
| یوونتوس       | ۱۹۹۸–۹۹       | سری آ         | ۳۰   | ۴   | ۲        | ۰        | ۶      | ۳      | ۰    | ۰    | ۳۸    | ۷     |
| یوونتوس       | ۱۹۹۹–۰۰       | سری آ         | ۲۸   | ۴   | ۲        | ۱        | ۸      | ۲      | _    | _    | ۳۸    | ۷     |
| یوونتوس       | ۲۰۰۰–۰۱       | سری آ         | ۲۱   | ۲   | ۲        | ۱        | ۵      | ۰      | _    | _    | ۲۸    | ۳     |
| یوونتوس       | ۲۰۰۱–۰۲       | سری آ         | ۲۰   | ۱   | ۵        | ۰        | ۴      | ۰      | _    | _    | ۲۹    | ۱     |
| یوونتوس       | ۲۰۰۲–۰۳       | سری آ         | ۱۸   | ۱   | ۲        | ۰        | ۷      | ۰      | ۰    | ۰    | ۲۷    | ۱     |
| یوونتوس       | ۲۰۰۳–۰۴       | سری آ         | ۱۶   | ۱   | ۴        | ۰        | ۴      | ۰      | _    | _    | ۲۴    | ۱     |
| مجموع یوونتوس | مجموع یوونتوس | مجموع یوونتوس | ۲۹۶  | ۲۹  | ۴۳       | ۴        | ۷۸     | ۱۰     | ۲    | ۱    | ۴۲۰   | ۴۴    |
| مجموع بازی    | مجموع بازی    | مجموع بازی    | ۳۷۷  | ۳۰  | ۵۳       | ۴        | ۷۸     | ۱۰     | ۲    | ۱    | ۵۱۲   | ۴۶    |